# Safonov
Safonov je priimek več oseb:
- Dimitrij Potapovič Safonov, sovjetski general
- Vasilij Iljič Safonov, ruski glasbenik
- Michael G. Safonov, ameriški inženir